# Вдовіченко Сергій Леонідович
Вдовіченко Сергій Леонідович (нар. 30 квітня 1960, селище Володимирівка, Волноваський район Донецька область) — український правознавець. Фахівець з конституційного права; З 3 червня 2008 суддя Конституційного Суду України.

## Життєпис

### Освіта
- 1981—1985 — слухач Волгоградської Вищої слідчої школи МВС СРСР.

### Кар'єра
Після закінчення у 1979 році індустріального технікуму в м. Комсомольське Донецької області працював каменярем ремонтно-будівельного цеху металургійного комбінату ім. Ілліча в м. Маріуполі. Проходив строкову військову службу.
- 1985—1995 — слідчий, начальник слідчого відділення, начальник слідчого управління МВС м. Донецька.
- 1995—2000 — працював суддею Петровського районного суду м. Донецька
- листопада 2000-липень 2005 — працював суддею, головою Центрально-міського районного суду м. Макіївка Донецької області.
- липень 2005-червень 2008 — суддя Апеляційного суду м. Києва.

У травні 2008 року Президентом України призначений суддею Конституційного Суду України. Присягу склав 3 червня 2008 року.

## Нагороди
- Заслужений юрист України.